# Sharon Mitchell
Sharon Mitchell (Nueva Jersey; 18 de enero de 1956) es una sexóloga, ex actriz pornográfica y directora estadounidense.

## Biografía
Mitchell nació en el estado de Nueva Jersey en 1956. Fue adoptada por una familia católica que tenía un hijo biológico. Se casó brevemente a los 17 años antes de dedicarse al mundo de las artes, buscado pequeños papeles como actriz y bailarina, sobre todo en el circuito de Off-Broadway, llegando a asegurar que se fue de gira con la Compañía de danza de Martha Graham, una de las coreógrafas contemporáneas más importantes de los Estados Unidos. A los 20 años se apartó de dicha línea y decidió entrar en la industria pornográfica, debutando como actriz en 1975.
Dentro de la industria, en la que se mantuvo actuando con su nombre de nacimiento, llegó a tener un gran éxito en los últimos años de la Edad de Oro del porno. Trabajó para diversas productores del sector como VCA Pictures, VCX, Caballero Home Video, Essex Video, Gourmet Video Collection, Vivid, Heatwave, Blue Vanities, Evil Angel, Metro, Wicked Pictures o Elegant Angel, entre otros.
Su gran momento como actriz le llegó en 1984, año en que se crearon los Premios AVN, que iban a reconocer desde ese año lo más florido e importante de la producción cinematográfica del cine pornográfico. Sharon Mitchell figura como la primera ganadora del Mejor actriz por su trabajo en Sexcapades.
En años posteriores llegaría a tener cierto peso, al estar presente casi siempre en nominaciones actorales. Destacó por conseguir la nominación en 1987 a la Mejor escena de sexo chico/chica por She’s So Fine. Pero si por algo se caracterizó fue por encarrilar cuatro nominaciones -no consecutivas- a Mejor actriz de reparto: en 1988 por Load Warriors, en 1989 por Maxine, en 1991 por The Last X-Rated Movie y en 1999 por Debbie Does Dallas: The Next Generation.
Durante su extensa carrera en la industria tuvo, además, roles en diversas películas en las que no realizaba escenas de sexo. Llegó a tener pequeños papeles en películas convencionales como Night of the Juggler (1980) y Maniac (1980). Así mismo, tuvo una importante faceta detrás de las cámaras como directora, llegando a rodar hasta 29 películas, participando como actriz en algunas.
No obstante, un problema de Sharon Mitchell durante su carrera fue su adicción a las drogas. Aseguró estar enganchada con 16 años a la heroína, y haber contraído diversas ETS (herpes, clamidia, hepatitis y tricomoniasis).
En marzo de 1996 recibió el ataque de un acosador, que estaba obsesionado con sus películas, quien la agredió, violó y trató de matarla. Tras este hecho, Mitchell dejó las drogas y se apartó de manera activa de la industria pornográfica, ingresando en la universidad y estudiando sexología, disciplina en la que se doctoró por el Instituto de Estudios Avanzados de Sexualidad Humana. En 1998, fundó la Fundación de Atención Médica Médica para la Industria de Adultos (AIM, por sus siglas en inglés), una organización que facilitó información y pruebas de ETS a los actores y actrices de la industria pornográfica. En 2004, diversos datos aseguraron que daba cobertura médica a cerca de 1200 artistas al mes. En 2011, una filtración llevó a que se divulgara información reservada de la Fundación, dando a conocerse que la cifra que manejaba era mayor a 12 000 personas por mes. Se entabló una demanda por incumplimiento de privacidad contra el instituto, que cerró finalmente en mayo de 2011.
Se retiró de la industria finalmente en 2003, tras algo más de un cuarto de siglo en ella, y habiendo aparecido en más de 770 películas como actriz.
Algunas películas suyas fueron Aerobics Girls Club, Barbara Broadcast, Club Ginger, Desperate Women, End of Innocence, Good Girl, Bad Girl, Hot Dreams, Lady Lust, Night Vibes, Personal Touch, Stiletto, Tail for Sale, Uninhibited, Visions o Women at Play.

## Premios y nominaciones
| Año  | Ceremonia    | Resultado | Premio                                   | Trabajo                                 |
| ---- | ------------ | --------- | ---------------------------------------- | --------------------------------------- |
| 1982 | Premios CAFA | Ganadora  | Mejor actriz de reparto                  | Blue Jeans                              |
| 1983 | Premios CAFA | Ganadora  | Mejor actriz                             | Sexcapades                              |
| 1983 | Premios CAFA | Ganadora  | Mejor actriz de reparto                  | Night Hunger                            |
| 1984 | Premios AVN  | Ganadora  | Mejor actriz                             | Sexcapades                              |
| 1987 | Premios AVN  | Nominada  | Mejor escena de sexo chico/chica         | She’s So Fine                           |
| 1987 | Premios XRCO | Ganadora  | Mejor escena de sexo lésbica             | Aerobics Girls Club                     |
| 1988 | Premios AVN  | Nominada  | Mejor actriz de reparto                  | Load Warriors                           |
| 1989 | Premios AVN  | Nominada  | Mejor actriz de reparto en vídeo         | Maxine                                  |
| 1991 | Premios AVN  | Nominada  | Mejor actriz de reparto en vídeo         | The Last X-Rated Movie                  |
| 1999 | Premios AVN  | Nominada  | Mejor actriz de reparto en película      | Debbie Does Dallas: The Next Generation |
| 2001 | Hot d'or     | Ganadora  | Mención honorífica                       | —                                       |
| 2008 | Premios XBIZ | Ganadora  | Premio a la contribución de la industria | —                                       |